# Mantispa thomensis
Mantispa thomensis är en insektsart som beskrevs av Pierre E.L. Viette 1958. Mantispa thomensis ingår i släktet Mantispa och familjen fångsländor. Inga underarter finns listade i Catalogue of Life.